# Megachile melanotricha
Megachile melanotricha är en biart som beskrevs av Maximilian Spinola 1851. Megachile melanotricha ingår i släktet tapetserarbin, och familjen buksamlarbin. Inga underarter finns listade i Catalogue of Life.